# Trait de plume

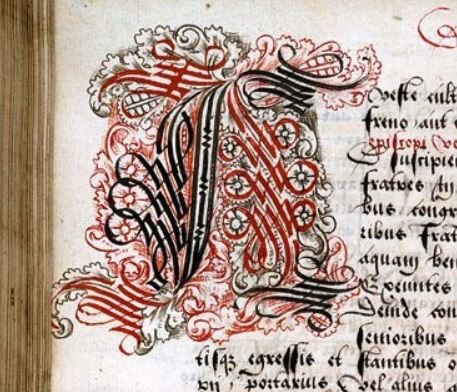
Un exemple de lettre cadelée sur un manuscrit latin.

Le trait de plume est une des techniques de la calligraphie. À l'origine, dès le XVe siècle, les calligraphes ou maîtres écrivains prirent l'habitude de décorer les pages qu'ils copiaient avec des ornements appelés cadeaux, sortes de croisillons tracés sans lever la plume. L'origine du mot est latine : catena (fil).

## Lettres cadelées
La lettre cadelée est une lettrine de grande taille ornée d'entrelacs de traits de plumes pleins et déliés, formant souvent des jeux de losanges. Elle apparaît dans les manuscrits français dès le XVe siècle, en particulier dans les terriers seigneuriaux. On trouve de nombreux exemples de ces lettres à cadeaux dans l'Alphabet gothique de Marie de Bourgogne, réalisé vers 1480, probablement par le calligraphe Clas Spierinck et conservé aujourd'hui au musée du Louvre.
Très vite, la lettre cadelée passa dans l'imprimerie dès la fin du siècle, à l'époque où le livre imprimé voulait imiter le manuscrit.

## Dessins au trait de plume

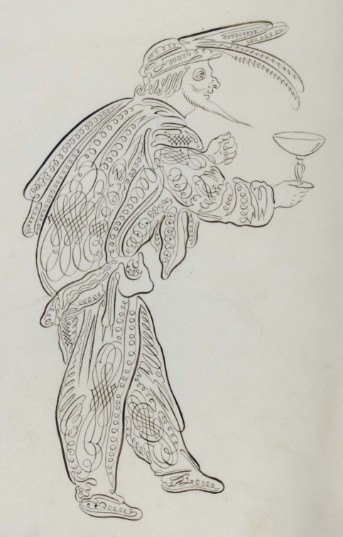
Un trait de plume de Balderic van Horicke d'après une gravure de Jacques Callot

Une fois cette technique bien acquise et diffusée, certains firent des dessins plus élaborés, représentant des personnages, des animaux, des scènes entières parfois copiées sur des gravures de l'époque. Parmi les plus habiles en ce genre, on trouve au XVIIe siècle Jean de Beaugrand ou Balderic van Horicke et au XVIIIe siècle Pierre-Jean-Paul Berny de Nogent.
La technique du trait de plume se perpétua assez longtemps durant le XIXe siècle pour l'ornementation des pages de titre des éditions musicales. On en trouve aussi des exemples dans l'ornementation typographique, et accessoirement chez certains artistes du XXe siècle (Pablo Picasso, Valentine Hugo, Jean Cocteau. L'étude de Jérôme Peignot est la seule qui présente cette technique dans sa continuité jusqu'au XXe siècle.
En anglais, cette technique est dite lineography.

## Portraits au trait de plume

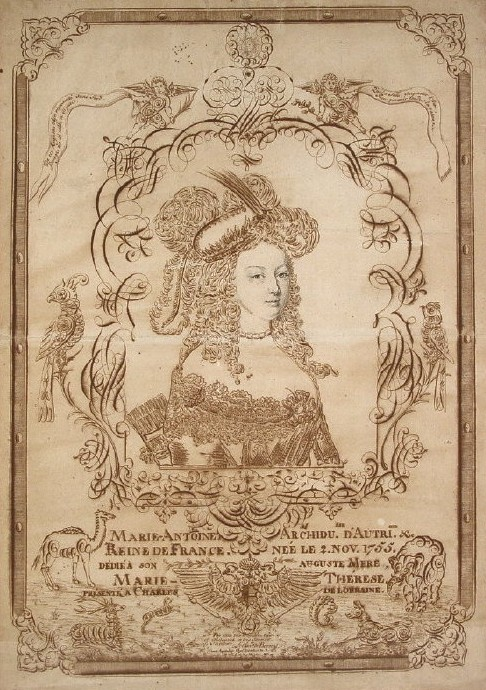
Portrait de Marie-Antoinette par Pierre-Jean-Paul Berny de Nogent (1776).

Les maîtres écrivains et calligraphes français du XVIIIe siècle ont commencé, sous le règne de Louis XV, à faire des portraits au trait de plume et à main levée :
- Claude Antoine Druon Rochon : portraits de Louis XV, de Louis XVI.
- Jean-Joseph Bernard : portraits de Louis XVI et de Marie-Antoinette ; nombreux portraits d'élégantes qui « s'allaient faire écrire de profil à main levée » (Abrégé du journal de Paris, 1789) ; portrait de Napoléon.
- Mme Dabos (Marie Jeanne Bernard, fille de Bernard) : portrait de Marie-Antoinette.
- Mademoiselle Bernard, nièce de Bernard : « en 1816, elle exécuta des Louis XVIII d'un seul trait, à main levée » (Carteret, p. 320).
- Baudran : portrait de Marie-Antoinette.
- Georges Philippe Jumel, maître écrivain de Caen : en 1777, fit le portrait de Marie-Antoinette d'un seul trait, à main levée. « Ce portrait, tour de force calligraphique, représente le buste de la reine tourné vers la gauche et gravé d'un seul trait de plume continué par l'ornement circulaire qui lui sert d'encadrement » (Iconographie de la reine Marie Antoinette, Paris, 1883).
- Bernard Jauffret, réalisa au trait de plume, à main levée, le portrait de la même reine (1788) ; ce portrait fut gravé par Petit (Luneau de Boisjermain, Cours de bibliographie, 1788, p. 92).
- Pierre-Jean-Paul Berny de Nogent, divers portraits de Marie-Antoinette, Louis XVI, etc.
- Bariolle : portrait de Louis XVI, gravé par Aubin.
- Étienne Guillaume-Montfort : fit à main levée le portrait de Bonaparte.
- Auvrest : portraits de Sully, Henri IV, Louis XV, Louis XVI, Napoléon et autres.